# Corydalis weisiensis
Corydalis weisiensis là một loài thực vật có hoa trong họ Anh túc. Loài này được H.Chuang mô tả khoa học đầu tiên năm 1991.